# Mojca Rataj
Mojca Rataj, slovenska alpska smučarka, * 9. december 1979, Maribor.
Nastopala je za reprezentanco Bosne in Hercegovine. Leta 2006 je sodelovala na Zimskih olimpijskih igrah v Torinu, Italiji.